# تپه چیا گرده له مافی
تپه چیا گرده له مافی مربوط به عصر مس است و در شهرستان کوهدشت، بخش کونانی، دهستان کونانی، ۴۰۰ متری شمال سوله ورزشی شهر کونانی واقع شده و این اثر در تاریخ ۱۸ اسفند ۱۳۸۷ با شمارهٔ ثبت ۲۵۲۸۸ به‌عنوان یکی از آثار ملی ایران به ثبت رسیده است.